# Liste der Monuments historiques in Saint-Nabor
Die Liste der Monuments historiques in Saint-Nabor führt die Monuments historiques in der französischen Gemeinde Saint-Nabor auf.

## Liste der Bauwerke
| Bezeichnung           | Beschreibung | Standort                     | Kennzeichnung | Schutzstatus | Datum | Bild           |
| --------------------- | --- | ---------------------------- | ------------- | ------------ | ----- | -------------- |
| Kloster Niedermünster | Kloster im 8. Jahrhundert gegründet, im 16. Jahrhundert aufgegeben; Ruinen der Basilika, zwischen 1150 und 1180 | südwestlich des Ortes (Lage) | PA00084922    | Classé       | 1846  | weitere Bilder |
| Kapelle St-Nicolas    | zwischen 1150 und 1180 erbaut; um 1850 rekonstruiert                                                            | südwestlich des Ortes (Lage) | PA00084924    | Classé       | 1846  | weitere Bilder |
| Kapelle St-Jacques    | Ruine; in der zweiten Hälfte des 12. Jahrhunderts erbaut                                                        | südwestlich des Ortes (Lage) | PA00084923    | Classé       | 1898  | weitere Bilder |